# U-135 (1941)
| U-135 | U-135 | U-135 |
| --- | --- | --- |
| | | |
| | | |
| U-135 під атакою Каталіни                                                                                 | | |
| Верф | Vegesacker Werft GmbH, Бремен | Vegesacker Werft GmbH, Бремен |
| Під прапором                                                                                              | Третій Рейх | Третій Рейх |
| Порт приписки                                                                                             | Кіль, Саламін | Кіль, Саламін |
| Замовлення                                                                                                | 7 серпня 1939 | 7 серпня 1939 |
| Закладений                                                                                                | 16 вересня 1940 | 16 вересня 1940 |
| Спуск на воду                                                                                             | 12 червня 1941 | 12 червня 1941 |
| Введений до складу флоту                                                                                  | 16 серпня 1941 | 16 серпня 1941 |
| Виведений зі складу флоту                                                                                 | 15 липня 1943 | 15 липня 1943 |
| На службі                                                                                                 | 1941—1943 | 1941—1943 |
| Загибель                                                                                                  | 15 липня 1943 року потоплений східніше Канарських островів британськими шлюпом «Рочестер», корветами «Мінонет» і «Бальзам» та американським летючим човном «Каталіна». | 15 липня 1943 року потоплений східніше Канарських островів британськими шлюпом «Рочестер», корветами «Мінонет» і «Бальзам» та американським летючим човном «Каталіна». |
| Сучасний статус                                                                                           | затоплений | затоплений |
| Бойовий досвід                                                                                            | Друга світова війна Битва за Атлантику | Друга світова війна Битва за Атлантику |
| Проєкт | | |
| Тип ПЧ | середній торпедний ДПЧ | середній торпедний ДПЧ |
| Вартість                                                                                                  | 4 760 000 ℛℳ | 4 760 000 ℛℳ |
| Основні характеристики                                                                                    | | |
| Швидкість (надводна)                                                                                      | 17,7 вузла (32,8 км/год) | 17,7 вузла (32,8 км/год) |
| Швидкість (підводна)                                                                                      | 7,6 вузла (14,1 км/год) | 7,6 вузла (14,1 км/год) |
| Робоча глибина занурення                                                                                  | 230 м | 230 м |
| Гранична глибина занурення                                                                                | 250—295 м | 250—295 м |
| Дальність плавання                                                                                        | 80 миль (150 км) на швидкості 4 вузли (в підводному положенні) 8500 миль (15 700 км) на швидкості 10 вузлів (у надводному положенні)                                   | 80 миль (150 км) на швидкості 4 вузли (в підводному положенні) 8500 миль (15 700 км) на швидкості 10 вузлів (у надводному положенні)                                   |
| Екіпаж | 44—52 особи | 44—52 особи |
| Розміри                                                                                                   | | |
| Довжина найбільша (по КВЛ)                                                                                | 67,1 м | 67,1 м |
| Ширина корпусу найб.                                                                                      | 6,2 м | 6,2 м |
| Висота | 9,6 м | 9,6 м |
| Середня осадка (по КВЛ)                                                                                   | 4,74 м | 4,74 м |
| Водотоннажність надводна                                                                                  | 769 т | 769 т |
| Силова установка                                                                                          | | |
| Дизель-електрична: дизельних двигуни MAN M 6 V 40/46, 2 електродвигуни Siemens-Schuckertwerke GU 343/38-8 | | |
| Гвинти | 2 | 2 |
| Потужність                                                                                                | 2 × 2100—2310 к.с. (дизелі) 2 × 750 к.с. (електродвигуни) | 2 × 2100—2310 к.с. (дизелі) 2 × 750 к.с. (електродвигуни) |
| Озброєння                                                                                                 | | |
| Артилерія                                                                                                 | 1 × 88-мм палубна гармата SK C/35 | 1 × 88-мм палубна гармата SK C/35 |
| Торпедно- мінне озброєння                                                                                 | 4 носових і один кормовий ТА 14 торпед та 26 мін TMA | 4 носових і один кормовий ТА 14 торпед та 26 мін TMA |
| ППО | 1 × 37-мм зенітна гармата Flak M42 2 × 20-мм зенітні гармати FlaK 30                                                                                                   | 1 × 37-мм зенітна гармата Flak M42 2 × 20-мм зенітні гармати FlaK 30                                                                                                   |

U-135 — німецький підводний човен типу VIIC часів Другої світової війни.
Замовлення на будівництво човна було віддане 7 серпня 1939 року. Човен був закладений на верфі суднобудівної компанії «Bremer Vulkan» у місті Бремен 16 вересня 1940 року під заводським номером 14, спущений на воду 12 червня 1941 року, 16 серпня 1941 року увійшов до складу 5-ї флотилії. Також за час служби входив до складу 7-ї флотилії.
Човен зробив 7 бойових походів, в яких потопив 3 (загальна водотоннажність 31 302 брт) та пошкодив 1 судно.
15 липня 1943 року потоплений в Північній Атлантиці, на схід від Канарських островів (28°20′ пн. ш. 13°17′ зх. д. / 28.333° пн. ш. 13.283° зх. д.) глибинними бомбами британського шлюпа «Рочестер», корветів «Мінонет» і «Бальзам» та американського летючого човна «Каталіна». 5 членів екіпажу загинули, 41 врятовані.

## Командири
- Капітан-лейтенант Фрідріх-Герман Преторіус (16 серпня 1941 — листопад 1942)
- Оберлейтенант-цур-зее резерву Гайнц Шютт (листопад 1942 — 3 червня 1943)
- Оберлейтенант-цур-зее Отто Лютер (4 червня — 15 липня 1943)

## Потоплені та пошкоджені кораблі[3]
| Назва           | Тип        | Належність      | Дата           | Тоннаж (БРТ) | Вантаж | Статус     | Місце                                                       |
| Gandia          | суховантаж | Бельгія         | 22 січня 1942  | 9 626        | 500 т карбонату калію як баласт                                                                               | потоплено  | 45°00′ пн. ш. 41°00′ зх. д. / 45.000° пн. ш. 41.000° зх. д. |
| Fort Qu'Appelle | суховантаж | Велика Британія | 17 травня 1942 | 7 127        | 9 200 т генеральних вантажів, включно з 500 т ацетону                                                         | потоплено  | 39°50′ пн. ш. 63°30′ зх. д. / 39.833° пн. ш. 63.500° зх. д. |
| Pleasantville   | суховантаж | Норвегія        | 8 червня 1942  | 4 549        | 3 000 т фосфатів та військових матеріалів, включно з автомобілями, вантажівками літаком та двома локомотивами | потоплено  | 34°12′ пн. ш. 68°00′ зх. д. / 34.200° пн. ш. 68.000° зх. д. |
| Twickenham      | суховантаж | Велика Британія | 15 липня 1943  | 4 762        | Вугілля | пошкоджено | 28°36′ пн. ш. 13°18′ зх. д. / 28.600° пн. ш. 13.300° зх. д. |